# Monte Catria
El Monte Catria es una montaña en los Apeninos centrales, en la provincia de Pésaro y Urbino, región de las Marcas, Italia central. El pico más alto está a 1.702 m s. n. m.
Es un macizo calcáreo cuyas rocas se remontan a alrededor de hace 200 millones de años. Históricamente, marcó el límite entre el Exarcado de Rávena y el Ducado de Spoleto. La fuente del río Metauro se encuentra cerca.
- Datos: Q2293161
- Multimedia: Monte Catria / Q2293161